# Amadis (Massenet)
Pour les articles homonymes, voir Amadis.
Cet article concerne l'opéra de Massenet. Pour l'opéra de Lully, voir Amadis (Lully).
Amadis est un opéra en trois actes de Jules Massenet sur un livret en français de Jules Claretie, tiré du roman de chevalerie espagnol Amadis de Gaule de Garci Rodríguez de Montalvo.
La pièce est créée à l'opéra de Monte-Carlo le 1er avril 1922, dix ans après la mort du compositeur. Massenet commence à composer cet opéra en 1895 puis le met de côté pour secrètement le terminer les dernières années de sa vie. Amadis est un des trois opéras de Massenet à avoir été créés après sa mort, les deux autres étant Panurge (1913) et Cléopâtre (1914).
Amadis n'a jamais été populaire malgré quelques tentatives de le rejouer, par exemple lors de la Biennale Massenet de Saint-Étienne en 1988 (enregistrement Koch Swann), puis salle Wagram la même année pour le label Forlane (Orchestre et Chœurs du Théâtre National de l'Opéra de Paris, direction Patrick Fournillier).

## Personnages
| Rôle                     | Voix      | Création, 1er avril 1922 (chef d'orchestre : Léon Jehin) |
| ------------------------ | --------- | -------------------------------------------------------- |
| Amadis                   | contralto | Djéma Vécla                                              |
| Floriane                 | soprano   | Nelly Martyl                                             |
| Galaor                   | ténor     | Paul Goffin                                              |
| Le Roi Raimbert          | basse     | Gustave Huberdeau                                        |
| Wenzel de Norvège        | ténor     | Charles Delmas                                           |
| Zorzi de Sicile          | ténor     | Carlo Bertossa                                           |
| Curneval de Thuringe     | ténor     | Sini                                                     |
| Perdigon d'Irlande       | baryton   | Luigi Ceresole                                           |
| Arnaud d'Aquitaine       | baryton   | Amurgis                                                  |
| Golias d'Espagne         | baryton   | Morange                                                  |
| Orlinde                  | soprano   | Lucette Korsoff                                          |
| Béatrice                 | soprano   | Bilhon                                                   |
| Simone                   | soprano   | Rossignol                                                |
| Guillemette              | soprano   | Orsoni                                                   |
| Marguerite               | soprano   | Rogery                                                   |
| Hélène                   | soprano   | Lecroix                                                  |
| La Fée                   | parlé     | Féval                                                    |
| Chasseur                 | parlé     | Stéphane                                                 |
| Princesse Elisène        | muet      | Sedova                                                   |
| Amadis et Galaor enfants | muet      | Rosa Brothers                                            |

## Argument
L'histoire se déroule en Armorique et concerne les frères Amadis et Galaor, séparés à l'âge de quatre ans. Amadis tue Galaor lors de la scène finale dans un duel pour la princesse Floriane. Quand Amadis découvre que la pierre magique autour du cou de Galaor est identique à la sienne, pierres données par sa mère à lui et à son frère perdu, il se rend compte que c'est son frère qu'il a tué.